# Las Navas del Marqués
Las Navas del Marqués è un comune spagnolo di 4 381 abitanti situato nella comunità autonoma di Castiglia e León.